# Hauptwerk (Software)

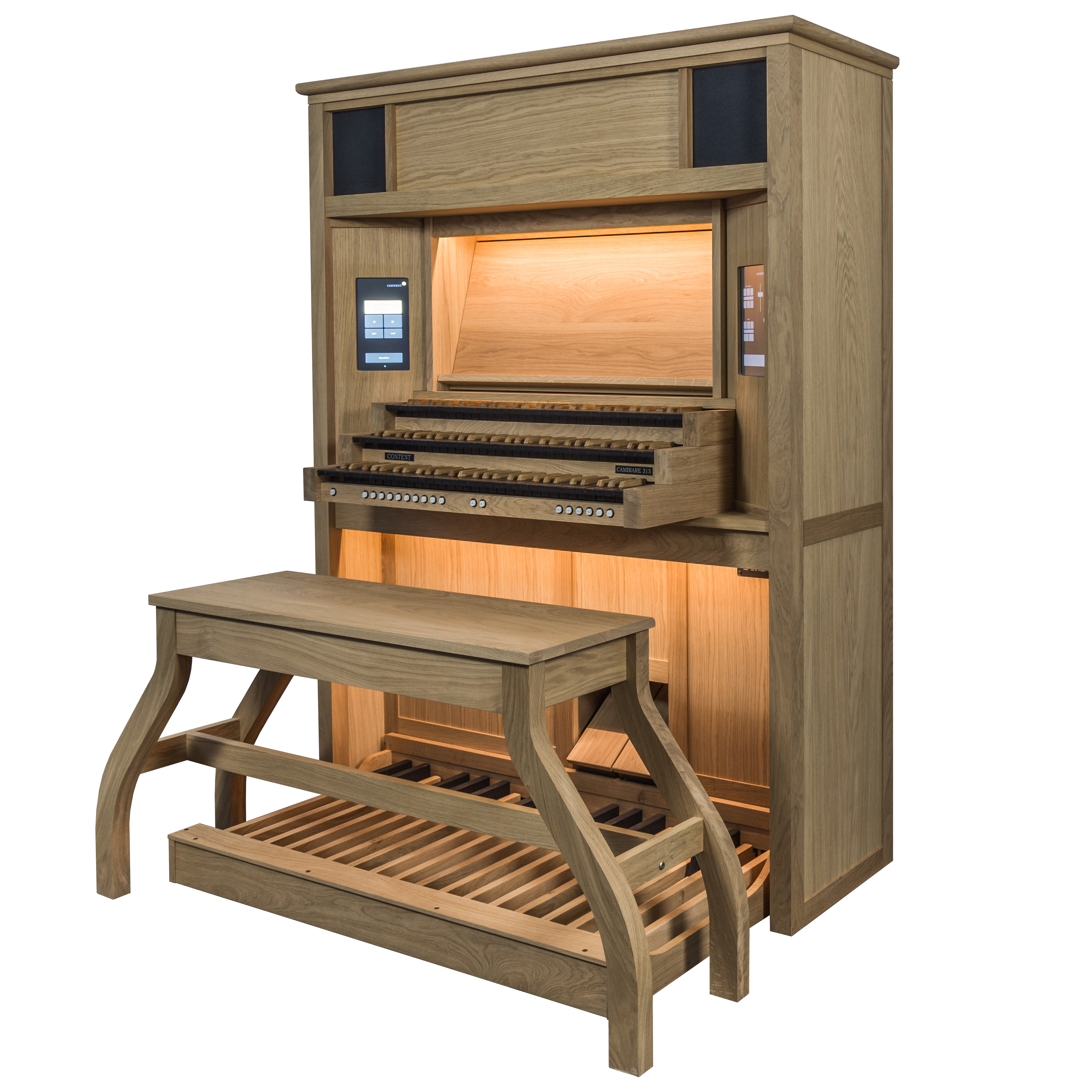
Modell Cambiare 315

Hauptwerk ist ein Software-Sampler zur Simulation des Klanges einer Pfeifenorgel, benannt nach deren Teilwerk, dem „Hauptwerk“.
Die Ansteuerung der Software erfolgt über MIDI. Eine fotorealistische Umsetzung eines Spieltisches ermöglicht die Bedienung der Register am Bildschirm oder über einen Touchscreen; auch eine Steuerung per MIDI ist möglich. Die Software arbeitet mit Aufnahmen (Samples) echter Orgelpfeifen.

## Geschichte
Sie wurde bis 2008 von der Firma Crumhorn-Labs Ltd. in Birmingham hergestellt und vertrieben; danach wurde Hauptwerk vom amerikanischen Unternehmen Milan Digital Audio übernommen. Crumhorn Labs war 2006 mit dem Erscheinen der Programmversion 2 von dem Programmierer Martin Dyde gegründet worden. Schon Anfang 2004 war die Version 1.00 herausgekommen. Es gibt eine kostenfreie, im Funktionsumfang und Leistung eingeschränkte Version.
Inzwischen sind zahlreiche Samplesets für Hauptwerk erhältlich, darunter bedeutende Instrumente von Arp Schnitger, Gottfried Silbermann, Andreas Silbermann, Wilhelm Sauer, Henry Willis, Jonathan Bätz und Aristide Cavaillé-Coll. Entsprechend vorprogrammierte historische Stimmungen können eingestellt werden. Einige Hersteller von Samplesets unterstützen auch die 4-kanalige-Audioausgabe, ähnlich dem Surround-Effekt. Hier werden die hinteren Raumlautsprecher (rear) mit einem halligeren Signal (wet) gespeist als die vorderen Lautsprecher (front). Neuerdings gibt es sogar Samplesets für 6-kanalige Audioausgabe. Eine solche Installation kann mehr als 64 GB Arbeitsspeicher erfordern.

## Funktionsweise
Hauptwerk ahmt verschiedene Eigenschaften einer realen Pfeifenorgel nach. Dies betrifft zum Beispiel Windschwankungen einer Pfeifenorgel, die sich je nach Register, Anzahl und Geschwindigkeit der gespielten Töne auf die Lebendigkeit des Klangs auswirken. Aus patentrechtlichen Gründen war diese wesentliche Programmfunktion in den USA jedoch bis Mai 2015 nicht verfügbar. Die Verwendung von Release-Trigger-Samples, die mit dem Loslassen jeder Taste die Originalakustik des Raumes hinzufügt, erzeugt eine hohe Authentizität. Ab Version 2.21 ist die Verwendung von bis zu drei Release-Trigger-Samples, in direkter Abhängigkeit der vorhergegangenen Tonlänge oder der MIDI-Dynamik von diesen Triggern, möglich. Auch verwendet die Version mehrfache und variierende Multiloops, um eine noch höhere Lebendigkeit des Klanges zu erzeugen.
Zur Einrichtung und zum Anschluss an einen MIDI-fähigen Orgelspieltisch sind ab Version 4.0 keine speziellen MIDI-Kenntnisse mehr notwendig.

## Stimmungen
Die Software bietet – in der Freeware-Edition – eine Reihe voreingestellter Stimmungen, die durch weitere, selbsterstellte Stimmungen ergänzt werden können:
- Original Organ temperament
- Equal temperament
- Eighth Comma
- Equal
- Justintonation Natural
- Justintonatiom-Pythagorean
- MeanTone-Fifth Comma
- MeanTone-Modified Sixth Comma
- MeanTone-Quarter Comma Pietro Aaron
- MeanTone-Sixth Comma
- Ordinaire
- Organ – Gabler
- Organ – Silbermann
- Tenth Comma
- WellTemperament Fifth Comma
- WellTemperament Kellner
- WellTemperament Kirnberger III
- WellTemperament Seventh Comma
- WellTemperament Vallotti Young
- WellTemperament Werckmeister III
- Young